# Pseudoips kraeffti
Pseudoips kraeffti är en fjärilsart som beskrevs av Ludwig Carl Friedrich Graeser 1888. Pseudoips kraeffti ingår i släktet Pseudoips och familjen trågspinnare. Inga underarter finns listade.